# Tubu Kilaren
Der Tubu Kilaren ist ein Berg in der osttimoresischen Gemeinde Bobonaro. Er liegt Süden des Sucos Cowa (Verwaltungsamt Balibo), in der Aldeia Futatas und hat eine Höhe von 431 m. Nordöstlich liegt der Ort Wefau und östlich ein Posten der Grenzpolizei (UPF).